# Suave y sutil
Suave y sutil es una canción escrita e interpretada por la cantante mexicana Paulina Rubio, el sencillo fue incluido en su undécimo álbum de estudio Deseo (2018). Fue lanzado oficialmente como el quinto sencillo oficial del disco el 10 de septiembre de 2018.

## Información de la canción
Fue escrita por la misma cantante junto con Xabier San Martín y producida por Renfigio. La canción trata el vencimiento de dolor de una mujer.

## Video musical
Se estrenó un mes después del lanzamiento a plataformas el día 12 de octubre de 2018 y fue dirigido por el cubano Alejandro Pérez. El videoclip cuenta con más de 10 millones de reproducciones en la plataforma YouTube

### Trama
Se muestra a la cantante en una casa tipo mansión con dos looks diferentes; el primero vestida de negro y con una corona de pináculos negra y el segundo esta vestida de blanco con una corona cristalina, con ella también la acompaña un modelo y está cantando en varios rincones de la misma casa.

## Lista de canciones

### Descarga digital[6]
- 'Suave y Sutil' - 3:15